# Circuit des Nations
El Circuit des Nations ("Circuit de les Nacions" en francès) va ser un circuit urbà de 4,110 km que s'habilità entre el llac de Ginebra (la part occidental del llac Léman) i la Place des Nations de Ginebra, Suïssa. Va acollir el Gran Premi de les Nacions, equivalent a una cursa de Fórmula 1, el Gran Premi de Ginebra, equivalent a una cursa de Fórmula 2 i altres proves de diversos campionats, entre elles una edició del Gran Premi de Suïssa de motociclisme (1950).

## Història

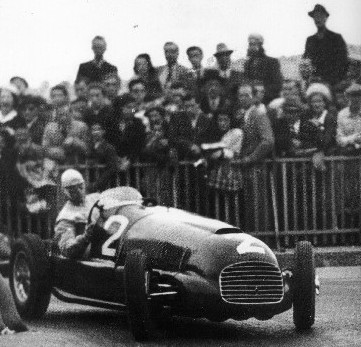
Raymond Sommer amb el Ferrari 166 al GP de les Nacions de 1948

El primer Gran Premi de Ginebra es va celebrar a Meyrin el 1931 i el va guanyar Marcel Lehoux amb un Bugatti. Més tard, es va habilitar un circuit a Ginebra entre el llac i la plaça de les Nacions. Després de la Segona Guerra Mundial, en aquest traçat s'hi van organitzar curses de Grans Premis, de manera similar a les curses de Fórmula 1 o Fórmula 2, així com altres de no puntuables per a cap campionat. En total, de 1946 a 1950 es van celebrar cinc grans esdeveniments al circuit que van comptar amb l'assistència dels millors pilots de l'època, entre ells Giuseppe Farina, Raymond Sommer, Maurice Trintignant, Juan Manuel Fangio i Prince Bira (qui s'havia establert a Ginebra). En aquells moments, els circuits més propers eren els d'Aix les Bains, anomenat Circuit du Lac (a França) i el de Lausana, conegut també com a Circuit du Léman o Blécherette. Tots aquests eren circuits urbans temporals que van desaparèixer poc després del desastre de Le Mans de 1955.

### Un final tràgic
Cap al final del tercer Gran Premi de les Nacions (1950), el motor del Ferrari 340 d'Alberto Ascari va esclatar, abocant oli al revolt del final de l'Avenue de la Paix. Darrere d'ell Luigi Villoresi, en un Ferrari 275, no va poder evitar l'oli i el seu cotxe va patinar, va passar per sobre de la barrera de seguretat i es va estavellar entre la multitud. Tres espectadors es van morir i uns altres vint en van resultar ferits. Villoresi va sobreviure amb una fractura múltiple de cama.
Després d'aquesta tragèdia, derivada com altres de l'ús de circuits urbans poc adaptats a les curses d'automòbils, cada cop més ràpides, els organitzadors van cancel·lar l'edició de l'any següent. Ginebra mai més no va acollir una cursa de Gran Premi.
El 1958, el govern suís va prohibir completament les curses de motor en considerar-les un esport amb espectadors insegur després de la mort de 80 espectadors a les 24 Hores de Le Mans de 1955.